# Tvåbandad strandpipare
Tvåbandad strandpipare (Anarhynchus bicinctus) är en fågel inom familjen pipare och inom ordningen vadarfåglar.

## Utseende
Tvåbandad strandpipare är en liten (18–21 cm) men knubbig strandpipare. I häckningsdräkt har den två tvärband över bröstet, det övre tunnare och svartaktigt, det nedre bredare och rostfärgat. Vidare har den vitt i pannan med ett svart tvärband ovan, liksom vitt på hake, strupe och nedre delen av kinden. Hos honor kan de svarta områdena vara mer brunfärgade och det nedre bröstbandet mer eller mindre intensivt. Utanför häckningstid är bröstbanden reducerade till gråfärgade fläckar på sidorna och är därför mer lik andra pipare. Den urskiljer sig dock genom beige färg i ansiktet och ljus nackkrage. Jämfört med ökenpipare med släktingar har den både kortare ben och en kortare, tunnare näbb.

## Utbredning och systematik
Tvåbandad strandpipare delas in i två underarter med följande utbredning:
- Anarhynchus bicinctus bicinctus – förekommer på Nya Zeeland och Chathamöarna, övervintrar i Australasien.
- Anarhynchus bicinctus exilis – förekommer på Aucklandöarna

Tillfälligt har den påträffats på Nya Kaledonien samt i Vanuatu.

### Släktestillhörighet
Tvåbandad strandpipare placeras traditionellt, liksom de flesta pipare, i det stora släktet Charadrius. Flera genetiska studier har dock visat att arterna i släktet inte är varandras närmaste släktingar. Istället är en stor grupp strandpipare, däribland tvåbandad strandpipare, närmare släkt med vipor i Vanellus och andra udda pipare som australiska inlandspiparen (Peltohyas australis) och likaledes nyzeeländska arten snednäbb (Anarhynchus frontalis) än med typarten för släktet större strandpipare.  Tongivande Clements m.fl. implementerade 2023 dessa resultat i sin systematik, vilket medfört att denna grupp lyfts ur Charadrius och istället förenats med snednäbben i släktet Anarhynchus.

## Status och hot
Arten har ett stort utbredningsområde. Populationen är dock liten, uppskattad till endast 13 000–20 000 individer. Den tros dessutom minska i antal. Utifrån dessa kriterier kategoriserar IUCN arten som nära hotad (NT).

## Namn
Fågeln har även kallats dubbelbandad strandpipare på svenska.

## Bilder

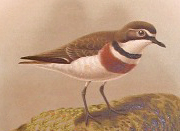
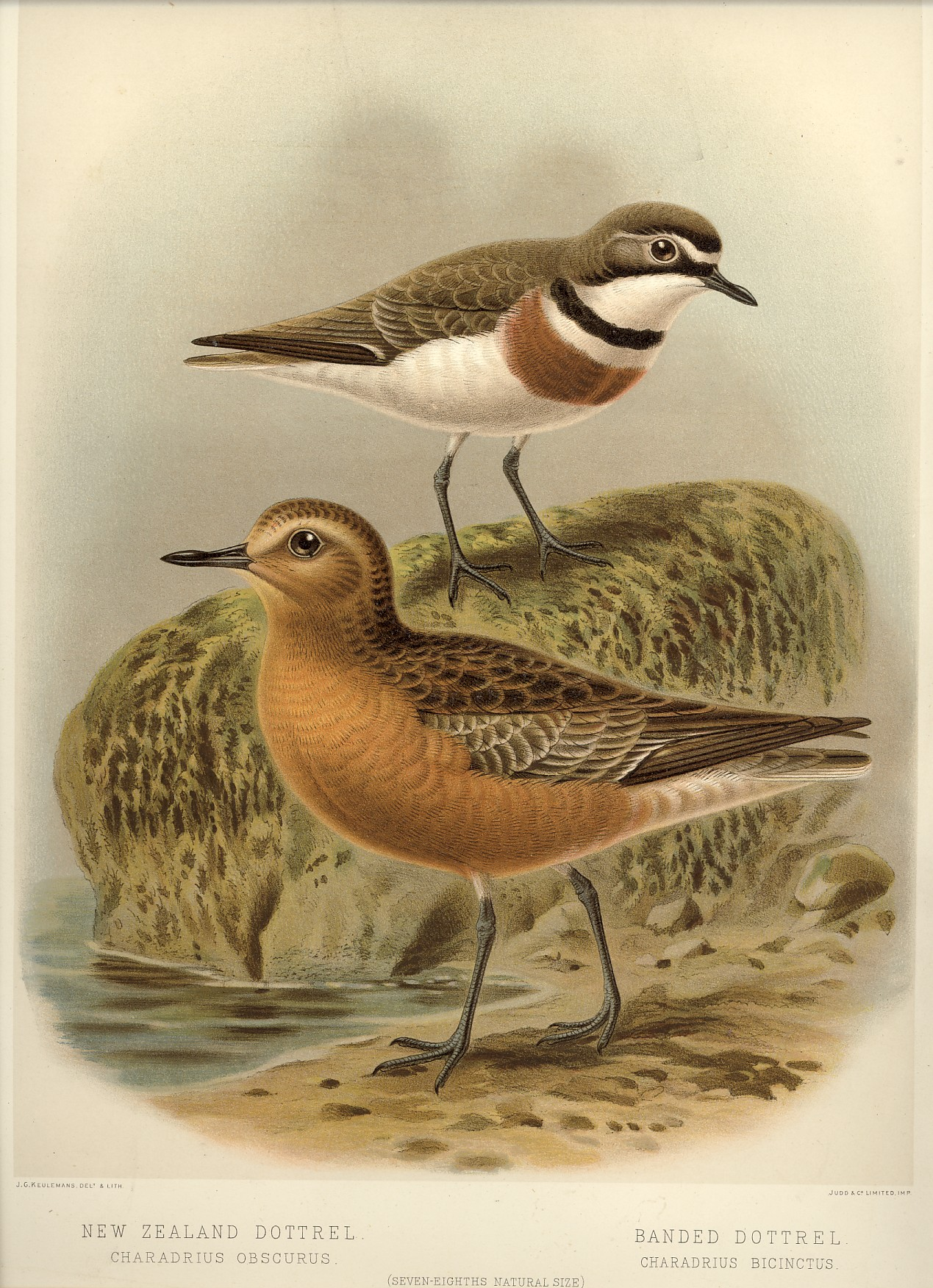